# Carros de cesto do Monte
Carros de cesto do Monte (pol. wózki z koszami z Monte), znane jako sanki z Monte – środek transportu w Funchalu (stolicy portugalskiego regionu autonomicznego Madera), składający się z wózków w postaci wiklinowych koszy osadzonych na płozach, które bywają porównywane do sań. Obecnie, jedna z największych atrakcji turystycznych Madery. Trasa ma długość około 2 kilometrów, wiodąc w dół wąskimi i krętymi uliczkami miasta. Zaczyna się ona przy schodach prowadzących do kościoła Nossa Senhora do Monte, a kończy przy ulicy Caminho do Monte 82/84 w dzielnicy Livramento, skąd do centrum Funchalu można dostać się miejskim autobusem linii nr 19 (z przystanków: Quinta do Baltasar D1A 418 lub Antes CZ CAM Monte 420). Podczas zjazdu wózek osiąga średnią prędkość 38 km/h (prędkość maksymalna to 80 km/h), docierając do dolnej stacji po 10 minutach. Pojazdy napędzane są przez mężczyzn zwanych carreiros, ubranych na biało, noszących słomkowe kapelusze (kanotiery) i używających butów z gumową podeszwą, które pozwalają hamować prowadzone wózki.

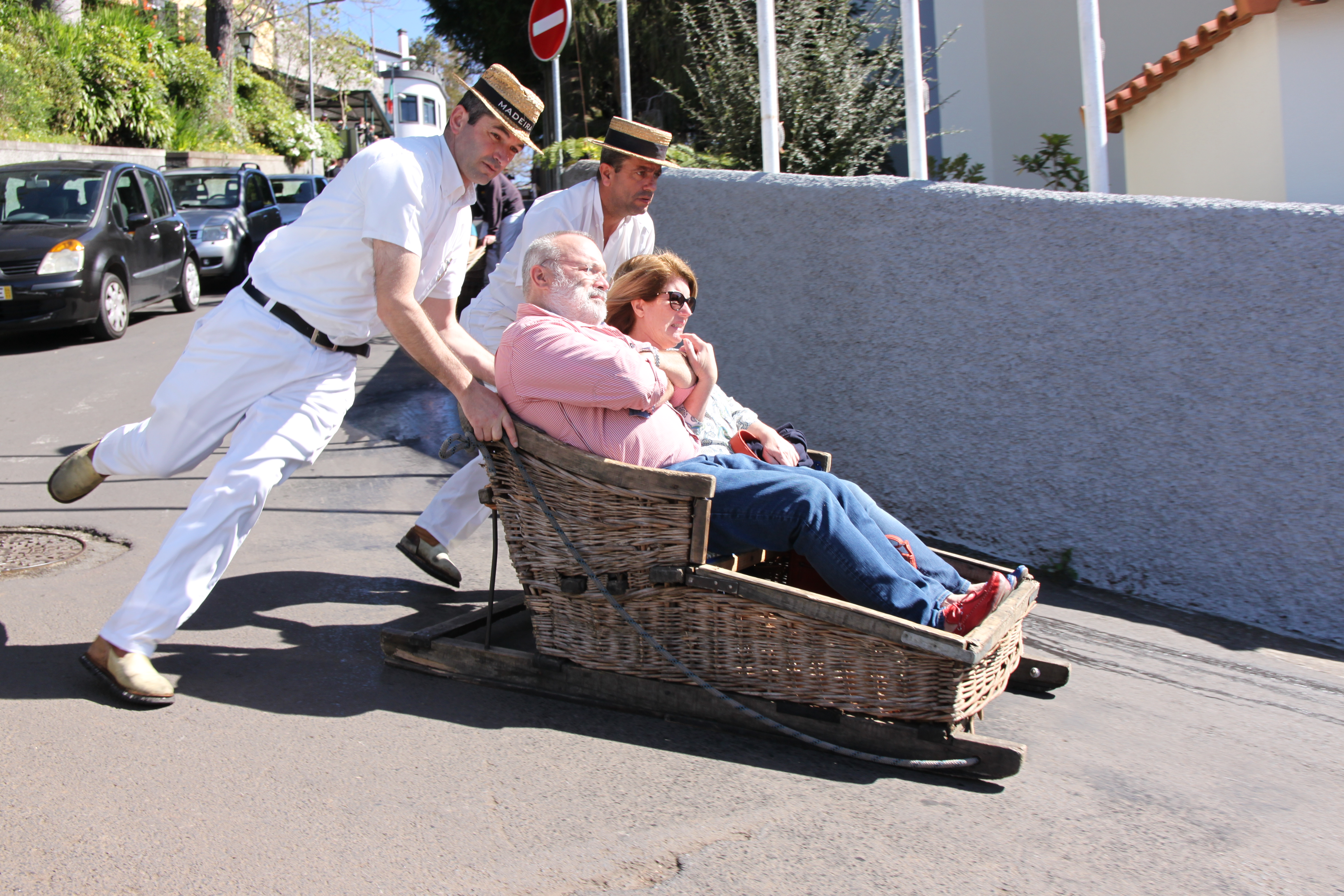
Carreiros pchający wózek z turystami.

Wózki powstały około 1850 r., gdy mieszkańcy ówczesnej wsi Monte (obecnie części miasta Funchal) chcieli szybko podróżować do usytuowanego niżej Funchal.

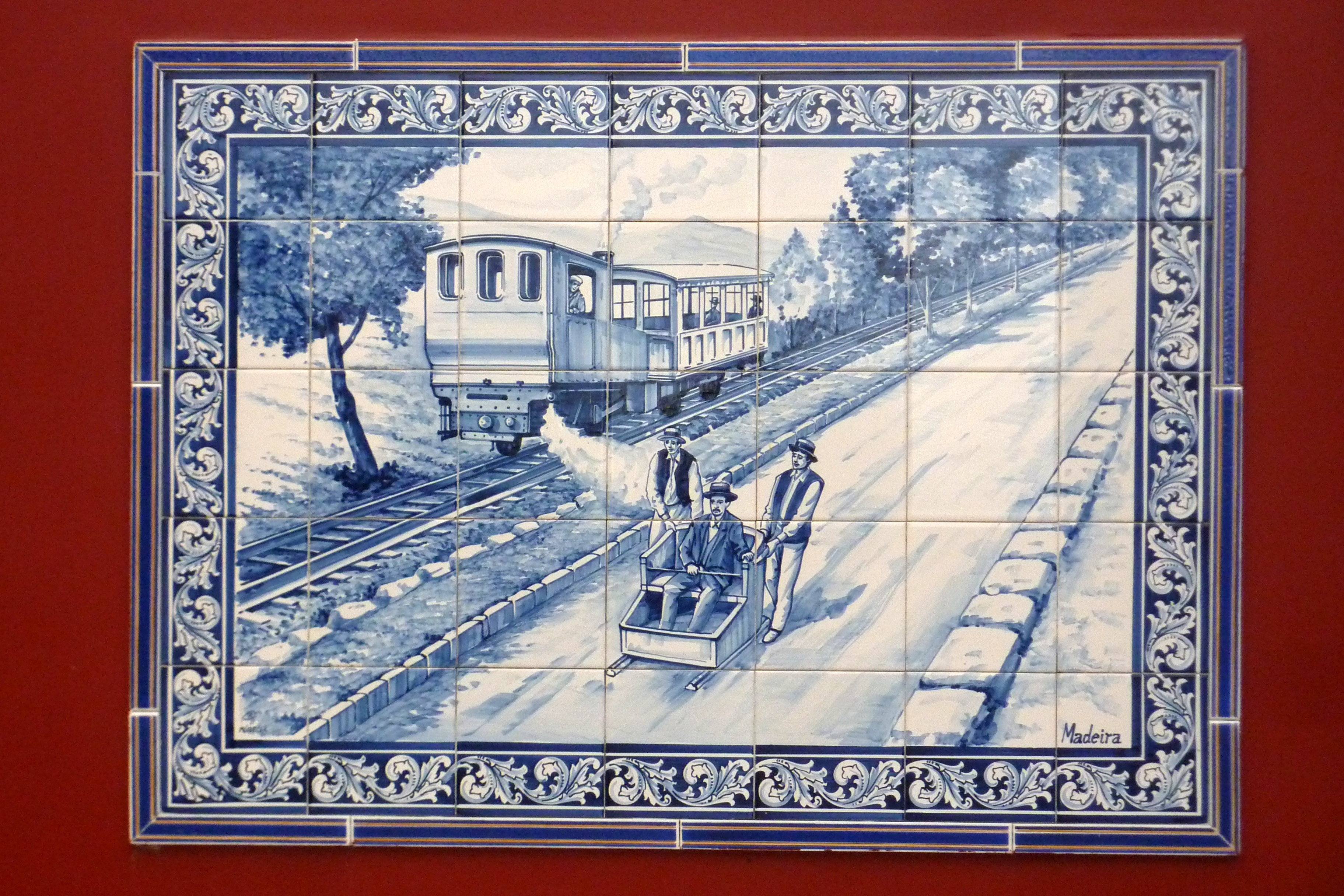
Carro de Cesto przedstawione na obrazie z ceramicznych płytek azulejo.
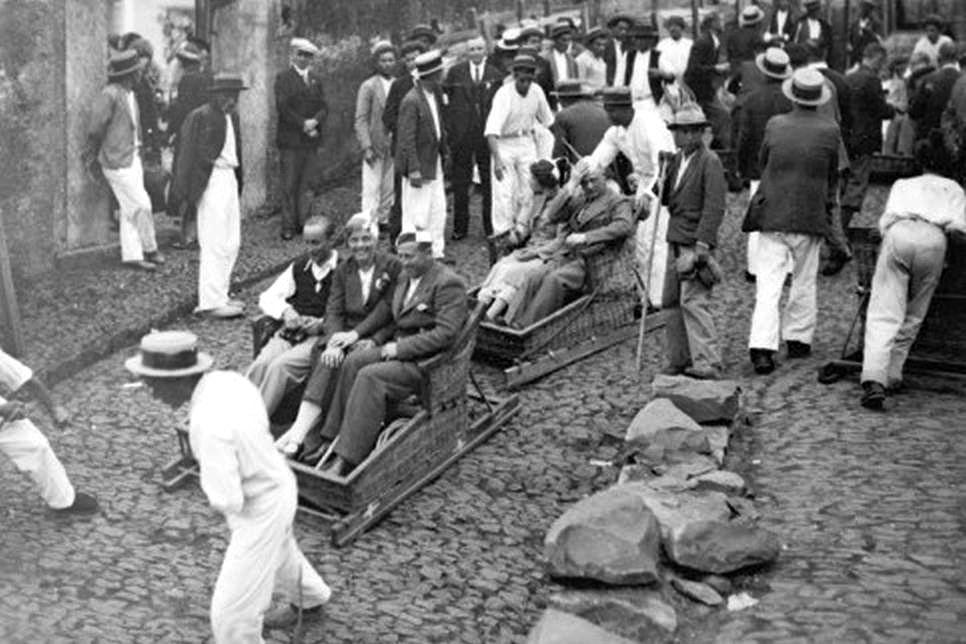
Carreiros w 1935 r.
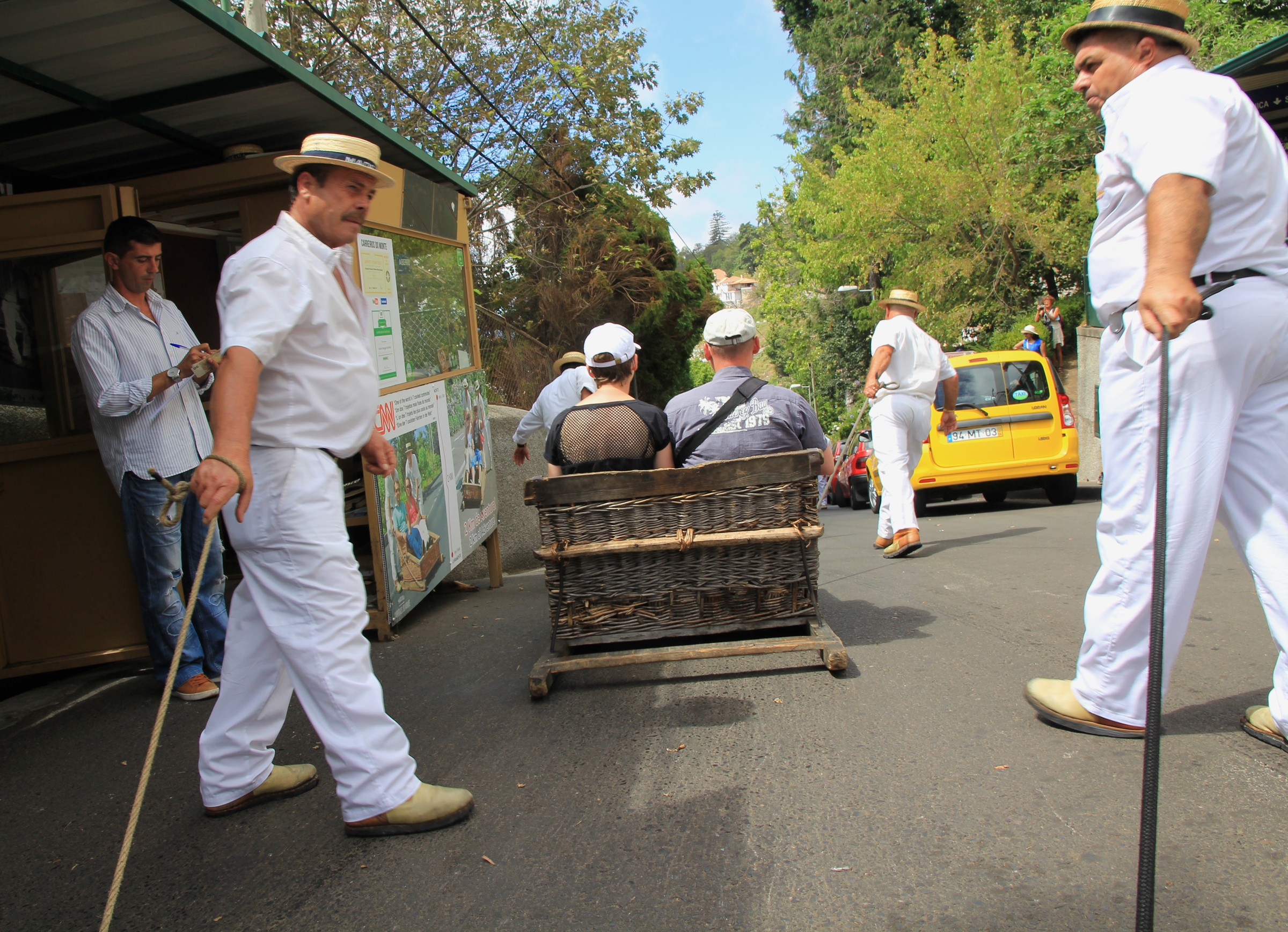
Rozpoczęcie jazdy na górnej stacji.
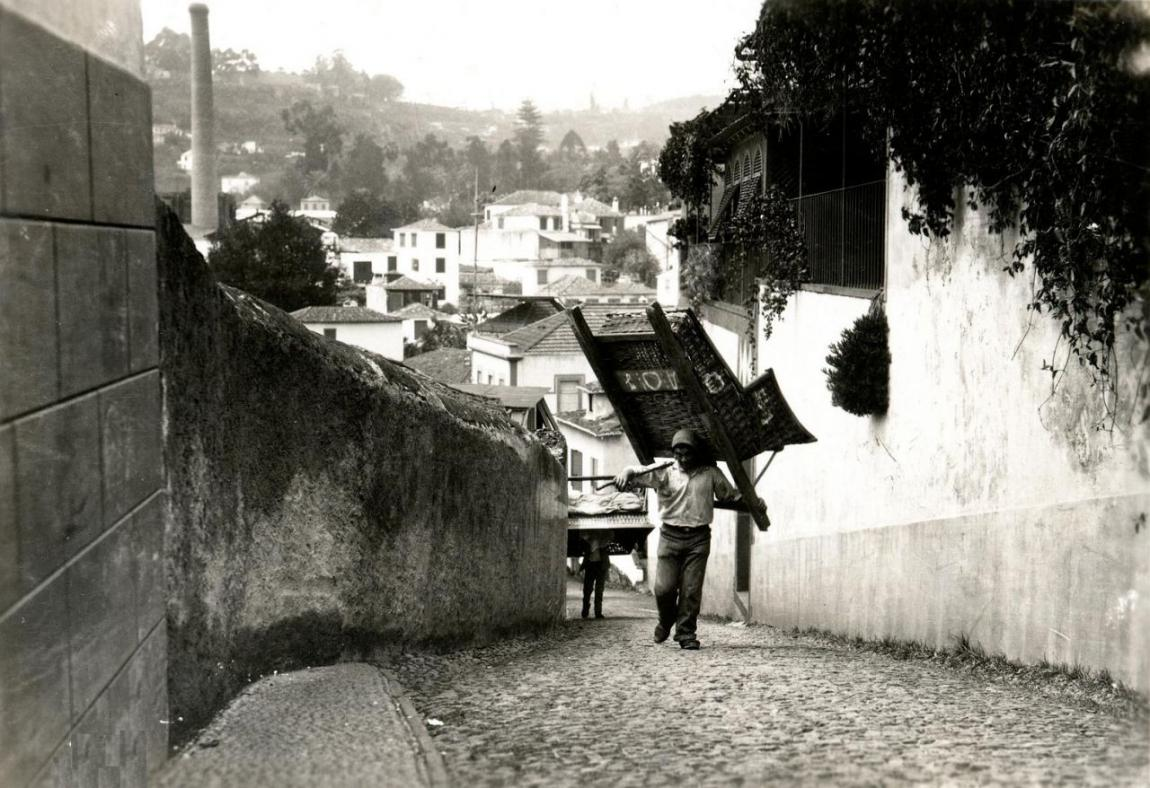
Wnoszenie wózków z powrotem na wzgórze Monte w 1930 r.
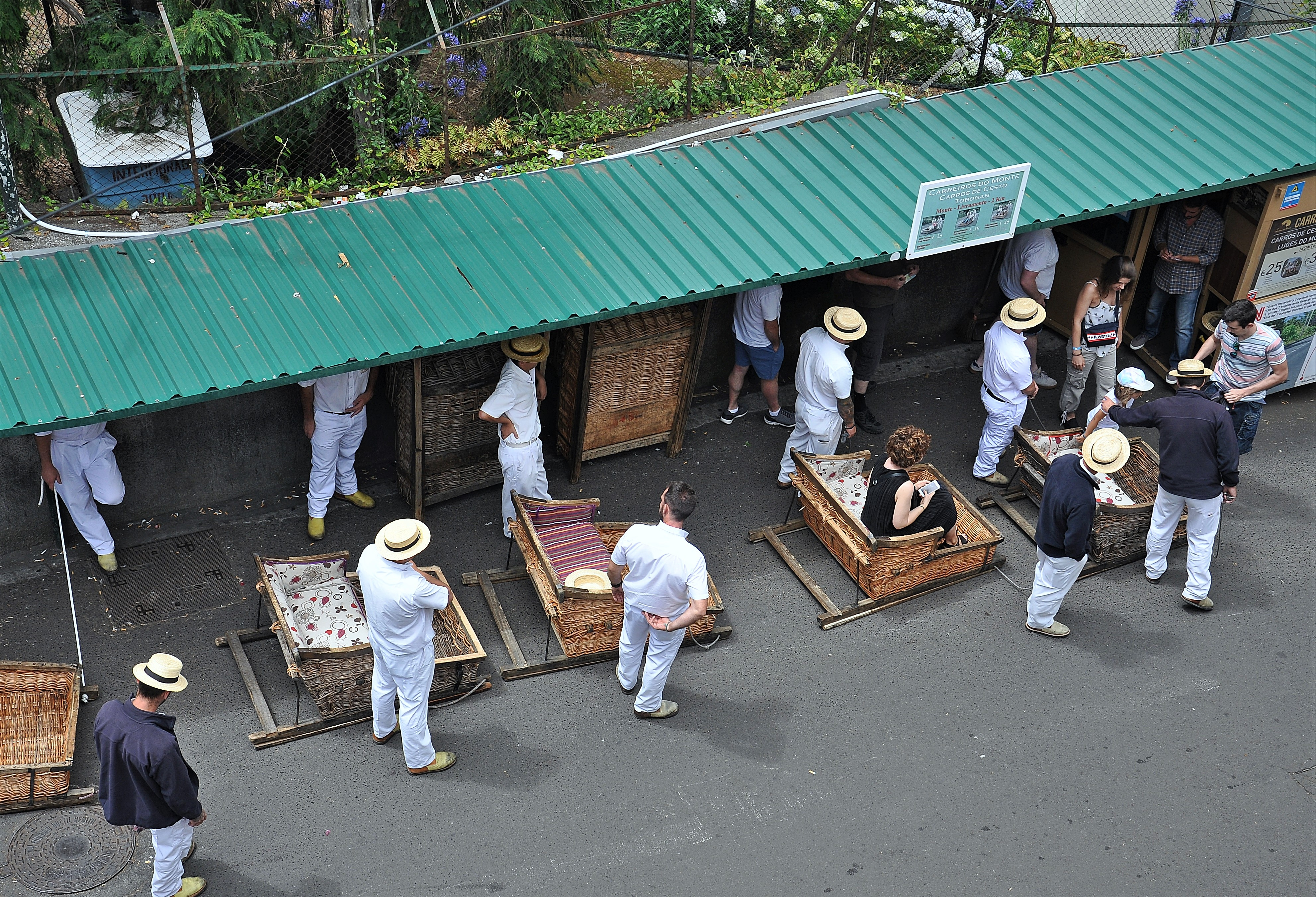
Górna stacja Carros de cesto na wzgórzu w dzielnicy Monte.
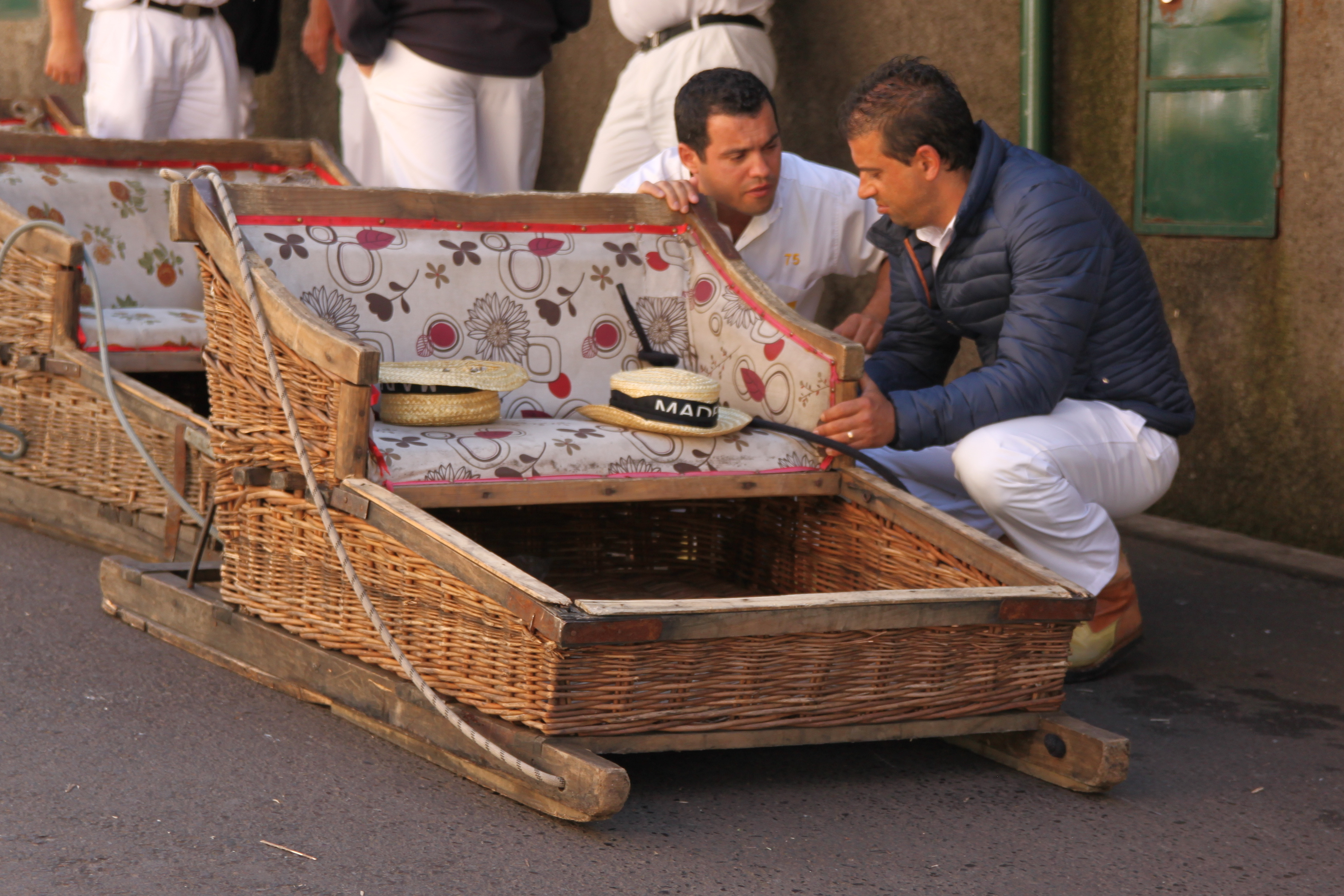
Sanki służące do zjazdów.